# Emmiganur, Bellary
Emmiganur là một làng thuộc tehsil Bellary, huyện Bellary, bang Karnataka, Ấn Độ.